# Смирнов, Леонид Николаевич (геолог)
Смирно́в Леони́д Никола́евич (20 февраля 1906 года — 19 апреля 1983 года) — советский гидрогеолог и геофизик. Участник первых геологоразведочных экспедиций на Северном Урале и первопроходец месторождения бокситов «Красная Шапочка» в поисковой партии Н. А. Каржавина. Участник полярных исследований на острове Уединения. Начальник Туркменского республиканского геологического управления. Заместитель начальника Отдела гидрогеологии и инженерной геологии Министерства геологии СССР.

## Биография
Родился 20 февраля 1906 года в посёлке Барятинский Калужской губернии.
Трудовую деятельность начал в 1920 году делопроизводителем в районном Управлении милиции.
В 1922 году переехал в Москву, где окончил Рабочий факультет и Московский геологоразведочный институт.
С 1931 по 1937 годы работал буровым мастером, прорабом буровых работ, прорабом-гидрогеологом, начальником геологоразведочной партии Всесоюзного геологоразведочного треста (Союзгеоразведка). В 1935—1936 годах участвовал в геологоразведочных экспедициях на Северном Урале по разведке месторождения бокситов.
В 1937 году Главсевморпуть направляет его на полярную станцию острова Уединения в качестве профорга и аэролога, где он провёл два года (зимовки 1938 и 1939 годов). В зимовках на острове Уединения по совместительству был летописцем и фотографом экспедиции.
По возвращении в Москву в 1939 году приглашён на работу в Гипроредмет Минцветмета СССР в качестве начальника комплексной гидрогеологической партии и главного инженера изыскательского сектора. В 1941 году направлен на работу в Североуральск руководителем гидрогеологических работ и главным инженером Североуральской комплексной экспедиции Минцветмета СССР. Л. Н. Смирнов был одним из участников открытия месторождения бокситов «Красная Шапочка». Его исследования гидрогеологии Североуральского бокситового бассейна помогли решить вопрос об изменении направления водных потоков, идущих через рудные поля.
В 1949 году Л. Н. Смирнов вернулся в Москву в Главное геолого-разведочное управление (Главгеологию) Минцветмета СССР. В 1950 году направлен на работу в Казахстан в г. Алма-Ату начальником комплексной экспедиции Главгеологии Минцветмета СССР, где проводил гидрогеологические и инженерно-геологические исследования, обеспечивающие освоение целинных и залежных земель. В мае 1951 года переведён в Ашхабад начальником Туркменского республиканского геологического управления, которое производило обширные гидрогеологические и инженерно-геологические работы, связанные с изысканием источников водоснабжения в пустынных районах и изучением инженерно-геологических условий трассы Главного Туркменского канала. Л. Н. Смирнов также изучал вопросы перспектив нефтегазоносности Юго-Восточного Туркменистана.
С 1954 по 1958 годы работал во Втором главном гидрогеологическом управлении Министерства геологии СССР в должности заместителя начальника Отдела гидрогеологии и инженерной геологии. С 1958 по 1960 годы направлен в командировку в Китайскую Народную Республику советником по гидрогеологическим вопросам. С 1960 по 1963 годы работал заместителем начальника Отдела гидрогеологии и инженерной геологии Министерства геологии СССР. С 1963 года по 1968 годы был командирован в Германскую Демократическую Республику в качестве главного гидрогеолога и инженера проекта Советско-Германского акционерного общества «ВИСМУТ».
После возвращения из командировки вернулся на работу во Второе главное гидрогеологическое управление Министерства геологии СССР, где проработал в различных должностях до последних дней своей жизни.
Л. Н. Смирнов являлся заместителем Председателя секции гидрогеологии и инженерной геологии Экспертно-геологического совета Министерства геологии СССР, экспертом по гидрогеологии Государственной комиссии по запасам полезных ископаемых при Совете Министров СССР, членом Центрального бюро гидрогеологической секции Научно-технического горного общества ВЦСПС, главным редактором сборника статей «Вопросы геологии Туркмении», заместителем редактора XXII тома «Геологии СССР», членом редакционной коллегии сборника научных трудов «Советская геология».

## Награды
В феврале 1944 года награждён медалью «За трудовую доблесть».
В январе 1946 года стал лауреатом Сталинской премии первой степени (с 1962 года — Государственной премии СССР) «За геологические работы, обеспечившие создание сырьевой базы для алюминиевой промышленности на Урале».
В апреле 1946 года награждён медалью «За доблестный труд в Великой Отечественной войне 1941—1945 годов».
В мае 1954 года награждён Орденом «Трудового Красного знамени».
В 1959 году награждён государственными наградами Китайской Народной Республики: Орденом и медалью «Китайско-Советской дружбы» за большой вклад в развитие китайско-советской дружбы и помощь в деле социалистического строительства в КНР.
В 1968 году награждён Почётным знаком Германской Демократической Республики за большой вклад в дело строительства социализма в ГДР и помощь в изыскании и разработке цветных металлов.
Л. Н. Смирнов отмечен многочисленными ведомственными наградами и поощрениями Министерства геологии СССР.